# Upplands runinskrifter 557
Upplands runinskrifter 557 är ett försvunnet vikingatida runstensfragment i som tidigare funnits i prästgården vid Husby-Sjuhundra kyrka, Husby-Sjuhundra socken och Norrtälje kommun. Den ursprungliga runstenen är försvunnen och även fragmentet av stenen med signumet U 557, som enligt Johan Gustaf Liljegren i "Runurkunder" från 1833 funnits inmurad i prästgårdens köksspis.

## Inskriften
Translitterering av runraden:
[... ...-tu stin þ... ...]
Normalisering till runsvenska:
... [ræis]tu stæin þ[enna] ...
Översättning till nusvenska:
... reste denna sten ...